# Комарево (област Плевен)
Вижте пояснителната страница за други значения на Комарево.
Кома̀рево е село в Северна България. То се намира в община Долна Митрополия, област Плевен. Комарево има спирка на жп линията Плевен – Черквица.

## География
Селото е разположено в централна Северна България, на около 20 km на север от град Плевен и на около 15 km от река Дунав, в долината на река Вит.
Землището на селото е равнинно и почти цялата земя е обработваема. Селото се намира в зона с умерено-континентален климат с големи температурни амплитуди.

## Културни и природни забележителности
Забележителност в селото е железобетонният мост, който е разрушен от приливна вълна на р. Вит на 26 юли 2018 г. Намерени са праисторическо и антично селище, и античен некропол. В близост до сградата на кметството е изграден самолет-паметник.

## Редовни събития
Съборът на село Комарево в миналото се е провеждал на 7 ноември. След като тази дата вече не е официален празник, съборът на селото се провежда през първата събота на месец ноември.

### Гергьовден
Празнува се на 6 май. На следващия ден след Гергьовден, на 7 май не се работи, а се празнува за опазване на полските култури от природни бедствия и особено градушки. За целта в полето се принася курбан, известен като Храни поле. Самото тържество комаревчени провеждали в миналото на синора до нивата на Марин Пенков, където имало оброчен камък, а по-късно при Черквището. За увековечаване на тази традиция земеделската дружба поставила през 1921 г. при Черковището оброчен паметник.

## Личности
- Банко Банков – министър на земеделието в периода 21.05.1937 – 14.11.1938
- Петър Данаилов (1926 – 2015) – политик от БКП и министър на енергетиката (1973 – 1976)
- Славко Николов (1924 – 2010) – политик от БКП, първи секретар на ОК на БКП в Плевен (1969 – 1986)
- Илия Еленски (1926 – 2004) – военен пилот
- Ванко Пенков (1934 – 2018) – дългогодишен кмет на селото (1982 – 1995)